# Gremiale

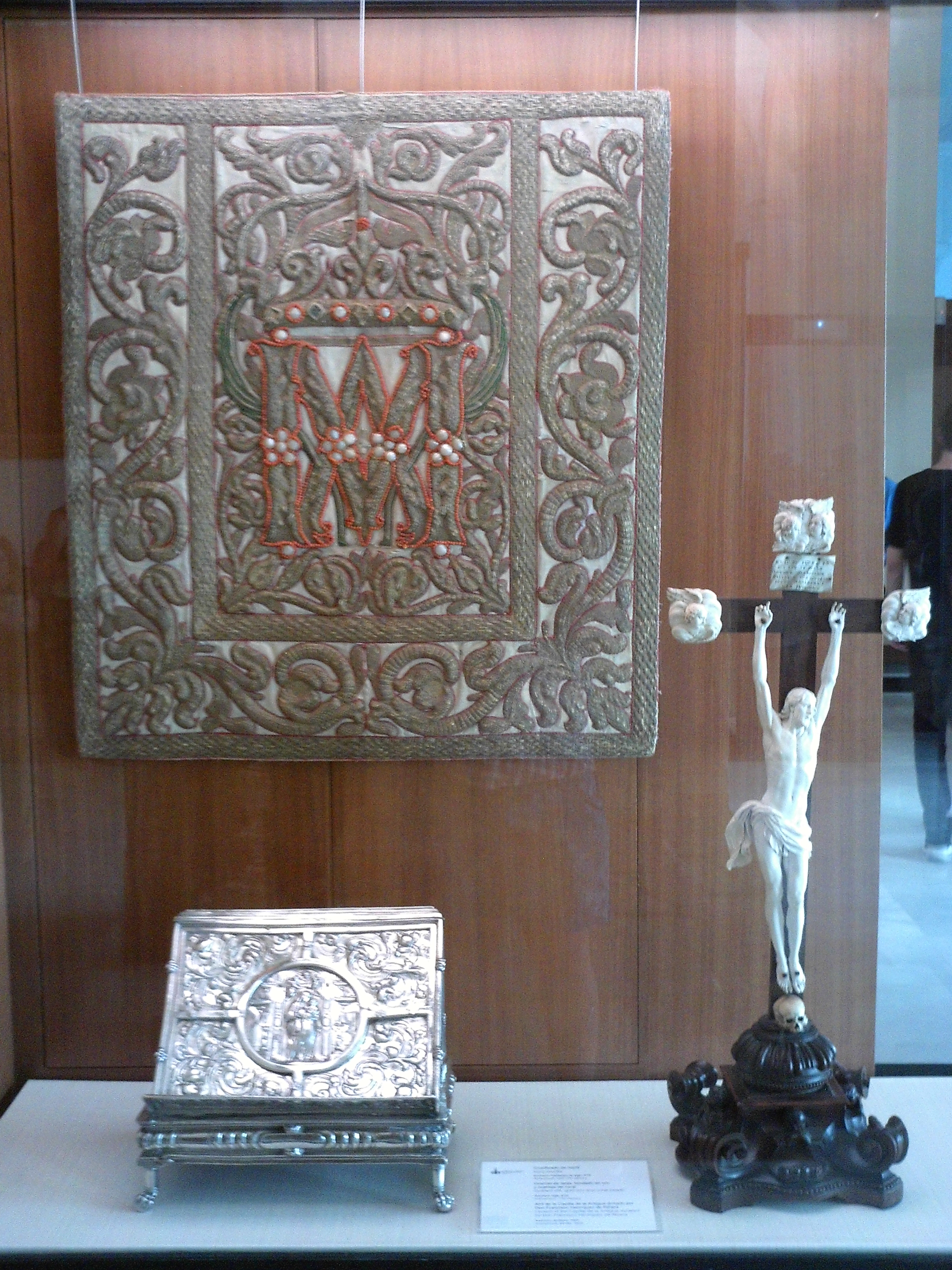
Gremiale met het Ave Maríamonogram.

Een gremiale is een doek die op de knieën van de bisschop wordt gelegd wanneer hij gezeten is tijdens liturgische plechtigheden om de kostbare liturgische kleding te beschermen.